# À nous la rue
À nous la rue es una película del año 1989.

## Sinopsis
Cuando cierra la escuela, la calle acoge los niños y sus juegos, fuente inagotable de enseñanzas. Primeras peleas, primeros conflictos, primeros enamoramientos, el fútbol, el cine, la danza, la cocina, la elaboración de juguetes o de instrumentos de música, los pequeños comercios... Retrato de los espabilados niños burkinabeses con una serie de sketches llenos de humor.